# معصوم زادة بزرغ
معصوم زادة بزرغ (بالفارسية: معصوم زاده بزرگ) هي قرية تقع في قسم زرق‌آباد الريفي (مقاطعة إسفراين) في إيران.